# A Different Kind of Truth
| Críticas profissionais | Críticas profissionais |
| Avaliações da crítica  | Avaliações da crítica  |
| Fonte                  | Avaliação              |
| ---------------------- | ---------------------- |
| allmusic               | link                   |
| Rolling Stone          | link                   |
| Sputnikmusic           | link                   |
| The Guardian           |                        |

A Different Kind of Truth é o 12º álbum de estúdio da banda de hard rock Van Halen. É o primeiro álbum da banda com material completamente novo em 14 anos, bem como o primeiro álbum desde o álbum  1984 (do mesmo ano) com David Lee Roth nos vocais. Foi também o primeiro disco a contar com Wolfgang Van Halen - filho de Eddie - substituindo Michael Anthony, que havia gravado o baixo em todos os outros lançamentos da banda.
Criticamente aclamado e bem sucedido comercialmente (particularmente nos Estados Unidos), veio a ser o sexto disco de rock mais bem vendido de 2012, chegando a posição #2 na Billboard 200.
Descrito como "uma espécie de colaboração com o seu passado", o disco contém sete  faixas que são regravações de músicas da própria banda compostas ente o fim dos anos 70 e começo dos 80, que não haviam sido utilizadas em outros discos. Relativamente a essas músicas, Roth observou: "É um material que Eddie e eu escrevemos, literalmente, em 1975, 1976 e 1977." É o mais longo álbum da banda com David Lee Roth até à data, com duração de 49:58.
"A Different Kind of Truth" foi gravado no Henson Recording Studios, no próprio estúdio de Eddie Van Halen chamado 5150, e produzido por  John Shanks.

## Lançamento
A versão de luxo do álbum foi lançada contendo um DVD bônus acústico chamado The Downtown Sessions, que contém versões acústicas de "Panama", "You and Your Blues (Intro)", "You and Your Blues" e "Beautiful Girls". Um vinil duplo LP também foi lançado com todas as 13 canções em dois LPs, mais a capa LP personalizado.

## Capa
A locomotiva a vapor na capa do álbum é uma J-3A Dreyfuss Hudson. As letras que aparecem na embalagem do álbum foram manuscritas pelo vocalista.

## Canções
Letras escritas por David Lee Roth. Músicas compostas por Van Halen.
| N.º | Título                   | Duração |  |
| 1.  | "Tattoo"                 | 4:44    |  |
| 2.  | "She's The Woman"        | 2:56    |  |
| 3.  | "You And Your Blues"     | 3:43    |  |
| 4.  | "China Town"             | 3:14    |  |
| 5.  | "Blood & Fire"           | 4:26    |  |
| 6.  | "Bullethead"             | 2:30    |  |
| 7.  | "As Is"                  | 4:47    |  |
| 8.  | "Honeybabysweetiedoll"   | 3:46    |  |
| 9.  | "The Trouble With Never" | 3:59    |  |
| 10. | "Outta Space"            | 2:53    |  |
| 11. | "Stay Frosty"            | 4:07    |  |
| 12. | "Big River"              | 3:50    |  |
| 13. | "Beats Workin'"          | 5:02    |  |

## Gráficos
| Parada musical (2012)           | Melhor posição |
| ------------------------------- | -------------- |
| Australian Albums Chart         | 4              |
| Austrian Albums Chart           | 17             |
| Belgian Albums Chart (Flanders) | 51             |
| Belgian Albums Chart (Wallonia) | 25             |
| Canadian Albums Chart           | 3              |
| Czech Albums Chart              | 9              |
| Danish Albums Chart             | 8              |
| Dutch Albums Chart              | 12             |
| Finnish Albums Chart            | 3              |
| French Albums Chart             | 29             |
| German Albums Chart             | 8              |
| Hungarian Albums Chart          | 25             |
| Irish Albums Chart              | 16             |
| Italian Albums Chart            | 16             |
| Japanese Albums Chart           | 3              |
| New Zealand Albums Chart        | 14             |
| Norwegian Albums Chart          | 9              |
| Spanish Albums Chart            | 35             |
| Swiss Albums Chart              | 6              |
| UK Albums Chart                 | 6              |
| UK Rock Albums Chart            | 1              |
| Swedish Albums Chart            | 4              |
| US Billboard 200                | 2              |
| US Rock Albums                  | 1              |
| US Hard Rock Albums             | 1              |

| 2012 | "Tattoo"          | 67 | 13 | 1 | 62 | 14 |
| 2012 | "She's the Woman" | —  | 23 | — | —  | —  |

| País                  | Certificação |
| --------------------- | ------------ |
| Canadá (Music Canada) | Ouro         |

## Créditos
- Eddie Van Halen - guitarra, backing vocals
- Alex Van Halen - bateria
- David Lee Roth - vocais
- Wolfgang Van Halen - baixo, backing vocals